# نادزيا أوستابتشيوك
نادزيا أوستابتشيوك (بالبيلاروسية: Надзея Мікалаеўна Астапчук) هي دافعة ثقل بيلاروسية ولدت في يوم 28 أكتوبر 1980 في بلدة ستولين في جمهورية بيلاروس السوفيتية الاشتراكية، في دورة الألعاب الأولمبية الصيفية 2008 حققت الميدالية الذهبية إلا أنه تم سحب الميدالية منها بعد إثبات تناولها للمنشطات، أبرز إنجازاتها الأخرى هو فوزها بالميدالية الفضية 3 مرات في بطولات العالم في 2003 في باريس و2007 في أوساكا و2011 في دايغو في كوريا الجنوبية، أفضل رقم شخصي لها هو 21.58 متر سجلته في سنة 2012.

## روابط خارجية
- نادزيا أوستابتشيوك على موقع الاتحاد الدولي لألعاب القوى (الإنجليزية)
- نادزيا أوستابتشيوك على موقع الاتحاد الأوروبي لألعاب القوى (الإنجليزية)
- نادزيا أوستابتشيوك على موقع الدوري الماسي (الإنجليزية)
- نادزيا أوستابتشيوك على موقع اللجنة الأولمبية الدولية (الإنجليزية)
- نادزيا أوستابتشيوك على موقع أوليمبيديا (الإنجليزية)